# Teleopsis ferruginea
Teleopsis ferruginea är en tvåvingeart som först beskrevs av Roeder 1893.  Teleopsis ferruginea ingår i släktet Teleopsis och familjen Diopsidae.
Artens utbredningsområde är Sri Lanka. Inga underarter finns listade i Catalogue of Life.